# 2750 Loviisa
A 2750 Loviisa (ideiglenes jelöléssel 1940 YK) a Naprendszer kisbolygóövében található aszteroida. Yrjö Väisälä fedezte fel 1940. december 30-án.